# قائمة مجلات أطفال مغربية
هذه قائمة مجلات الأطفال التي انتشرت في المغرب وتطورت في الفترة ما بعد الاستقلال رغم أنه كانت هناك بعض المحاولات زمن الحماية، والملاحظ أن أغلبية المشاريع لم يكتب لها البقاء.

## قائمة المجلات
فيما يلي لائحة بمجلات الأطفال:
- مجلة كشكول الصغير أصدرها عبد الغني التازي في 16 دجنبر 1941.[1]

- مجلة الأنوار أصدرها أحمد مدينة سنة 1946. وتوقفت عن الصدور سنة 1954[2] وكانت تضم قصصا للأطفال.[3]
- مجلة العندليب صدر أول عدد من المجلة سنة 1975[بحاجة لمصدر] من طرف جمعية تنمية التعاون المدرسي كمحاولة لإغناء ثقافة الطفل من خلال النهوض بالإعلام التربوي.[4] إلا أن الإصدارات توقفت سنة 2007 لتعود المجلة من جديد في 2015.[5]
- مجلة أزهار أصدرها محمد إبراهيم بوعلو سنة 1976 وتوقفت لمدة سنتين، لتعاود الصدور سنة 1983.[1]
- مجلة براعم صدرت سنة 1984.[6]

- مجلة سامي أصدرها العربي بن جلون سنة 1991[7] وصدرت في طبيعتها الأولى عن مطبعة المعارف بالرباط.[1]

- تكشبيلة (بالفرنسية Tikchbila) مجلة أصدرتها فاطمة الزهراء عكاشة سنة 2006 وهي مجلة مجانية للأطفال باللغة الفرنسية توزع مجانا لأطفال الدار البيضاء تعتمد على عائدات الإعلانات وتعتمد في نسبة كبيرة من محتوياتها على مساهمات القراء.[8][9]

- مجلة Kid’ikoi أصدرت في 2014 من طرف مريم الزخرجي ونجوى مستتر. وهي مجلة شهرية تصدر باللغة الفرنسية وتستهدف الفئة العمرية من 8 إلى 13 سنة وقد حدد ثمنها في 20 درهم.[10]

- مجلة junior mag أصدرت في ماي 2002، وهي مجلة باللغة الفرنسية تترأس هيئة تحريرها لمياء عواض، تحتوي على 66 صفحة وتستهدف الفئات بين 9 و15 سنة، ثمنها 15 درهما.[11]

- مجلة اقرأ أعلن عن إصدارها في 12 يونيو 2019 من طرف وزارة الثقافة [12] وتستهدف الفئة العمرية بين 7 و18 سنة[13] وتضم عدة أبواب ثابتة منها: رجالات المغرب؛ تاريخ؛ نساء خالدات؛ علوم وتقنيات؛ لوحة وفنان.... ويديرها الأستاذ الجامعي جمال بوطيب.[14]

- مجلة وسيم هي مجلة تستهدف الأطفال من سن 7 إلى 18 سنة، تعود فكرة إصدارها إلى المدون عبد الكريم العاجي سنة 2014 وهوالذي يرأس هيئة التحرير. ترفع المجلة شعار «مجلة الأطفال من المحيط إلى الخليج» ويساهم الأطفال في مواضيعها إلى جانب الكتاب الرسميين وهي مجلة مجانية.[15]